# Flagge von Alberta
Die Flagge von Alberta zeigt auf ultramarinblauem Hintergrund das Wappen von Alberta. Das Wappen wiederum besteht aus dem Georgskreuz und einer Darstellung der wichtigsten geografischen Merkmale der Provinz (Berge, Vorgebirge, Prärie, Weizenfelder). Das Seitenverhältnis der Flagge beträgt 1:2, die Höhe des Wappenschilds 7/11 der Flaggenhöhe.
Nach der Einführung der neuen kanadischen Nationalflagge gab es in Alberta Diskussionen darüber, ob die Provinz eine eigene Flagge erhalten soll. Ein oft genannter Vorschlag war, ähnlich wie Ontario und Manitoba eine Red Ensign mit dem Provinzwappen zu verwenden. Die Provinzregierung entschied sich schließlich am 17. Januar 1967 im Hinblick auf die Hundertjahrfeier der Kanadischen Konföderation für die blaue Flagge, vorläufig jedoch nur provisorisch. Die Flagge stieß bei der Bevölkerung auf Zustimmung und erhielt am 1. Juli 1968 offiziellen Status.